# 訓
| ウィキペディアには「訓」という見出しの百科事典記事はありません（タイトルに「訓」を含むページの一覧/「訓」で始まるページの一覧）。 代わりにウィクショナリーのページ「訓」が役に立つかもしれません。 |